# La guaracha del Macho Camacho
La guaracha del Macho Camacho es la primera novela escrita por el dramaturgo boricua Luis Rafael Sánchez y fue publicada en Argentina en 1976.
Se trata de un juego y exploración en el plano del lenguaje pues al ser leída en voz alta se percibe un ritmo cadencioso. Narra las historias de un grupo de gente que tiene en común estar en un embotellamiento un miércoles a las cinco de la tarde en Puerto Rico. Cuenta con más de seis impresiones y se ha traducido a varias lenguas como al inglés titulada "Macho Camacho Beat's" y al portugués como "O bataque do Macho Camacho".

## Argumento
El argumento de esta novela se divide en dos historias que se entrelazan. Por un lado, en representación de la clase alta de Puerto Rico, se encuentran el senador Vicente Reinosa, descrito a través de los versos de su campaña política, y su esposa Graciela Alcántara, que está esperando en la sala del consultorio a su psicólogo, Severo Severino. También tenemos a Benny, el hijo del matrimonio, que tiene como única afición su Ferrari. Por otra parte, representando a la clase popular, se encuentra La Madre, alias la “China Hereje” —amante del senador Vicente—, y su hijo el "Nene", un niño disminuido mental que está tomando el sol en un parque.
El escenario es Puerto Rico, un Puerto Rico en medio de un embotellamiento, o “tapón” según el habla boricua. Todos los personajes, ya sea en medio del tráfico, en algún apartamento o consultorio, están en espera.

## Tema central

### Cultura popular
Dentro del contexto de la cultura popular de Latinoamérica, la radio fue una influencia fundamental en las percepciones de la sociedad. Aunado a la experimentación con el lenguaje literario antecedido por el boom latinoamericano, Luis Rafael Sánchez se vale de un elemento de los medios masivos de comunicación, la radio, para construir su discurso, ya que el narrador está representado a través de la voz de un discotequero. La voz del locutor, que se acerca al discurso oral a través de la parodia de los mensajes radiodifusores, propone un acercamiento entre texto y lector a partir de la apelación a lo auditivo, mensaje que se encuentra mediatizado por el nivel coloquial.
Aprovechando este recurso, muestra los valores de la cultura popular boricua, ya que se vale de modismos del habla boricua como guagua, monguera, salamiento, moteleaba, manganzona,churra, solo por nombrar algunos.
Además en el discurso se enfatiza la influencia de la cultura estadounidense que se va filtrando de manera mediática en la ideología de la gente puertorriqueña, las clases altas son retratadas a través de personajes como Benny y su afición hacia su Ferrari, y la esposa del senador Vicente, quien al leer la revista Time percibe las últimas tendencias de los famosos.
En la historia se traza un mapa de la capital puertorriqueña mostrando cómo el comercio anglosajón forma parte de la realidad de la isla, comercios como La Rotiserie, Barbizon School of Modelling entre otros, aparecen para dibujar el contraste de la ciudad. Es así como el fenómeno de descripción y parodia del discurso mediático pone en evidencia la representación e influencia de los medios masivos de comunicación en la cultura puertorriqueña.